# De Stem des Volks (Maastricht)
De Stem des Volks is een zangkoor uit Maastricht. De historie van dit koor gaat terug tot ongeveer 1890. Na de Tweede Wereldoorlog is het een tijd verdwenen en heropgericht in 1978. Aanvankelijk zong ook dit koor voornamelijk strijdliederen. Later werden steeds weer andere accenten gelegd en werd er thematisch gewerkt. Thema's als mensenrechten, armoede, (anti)apartheid, racisme en fascisme, vluchtelingen en andere maatschappelijk relevante thema's kwamen en komen nog steeds aan de orde. Tegenwoordig heeft het koor een breed repertoire en schuwt het ook grotere composities niet, zoals het Requiem für einen Polnischen Jungen van Dietrich Lohff waarvan het de Nederlandse première verzorgde. In het najaar van 2008 verzorgde het koor, samen met het Anton Bruckner Chor uit het Duitse Neckargemünd, de wereldpremière van Von der Würde Aller Menschen van Dietrich Lohff.
De dirigent van het koor is Edward Berden.